# Société brésilienne de sociologie
La Société brésilienne de sociologie (Sociedade Brasileira de Sociologia, SBS) est une association de sociologues du Brésil créée en 1948.

## Présidents récents
- 1995 – 1997 : Antônio Sérgio Alfredo Guimarães, UFBA
- 1997 – 1999 : José Vicente Tavares dos Santos, UFRGS
- 1999 – 2001 : José Vicente Tavares dos Santos, UFRGS
- 2001 – 2003 : César Barreira, UFC
- 2003 – 2005 : Maria Stela Grossi Porto, UnB
- 2005 – 2007 : Tom Dwyer, UNICAMP